# Studnice (kraj południowomorawski)
Studnice – miejscowość i gmina (obec) w Czechach, w kraju południowomorawskim, w powiecie Vyškov. W 2022 roku liczyła 494 mieszkańców.